# Ágios Nikólaos (Tolofóna, Phocide)
Ágios Nikólaos (grec moderne : Άγιος Νικόλαος) est une localité située dans le dème de Doride, dans le district régional de Phocide, dans la périphérie de Grèce-Centrale, en Grèce.
Selon le recensement de 2021, elle compte 104 habitants.